# Мякушко, Сергей Владимирович
Серге́й Влади́мирович Мяку́шко (укр. Сергій Володимирович Мякушко; род. 15 апреля 1993, Киев) — украинский футболист, полузащитник клуба «Ворскла». Сыграл 1 игру за сборную Украины.

## Биография

### Клубная карьера
С лета 2010 года выступал за киевскую «Оболонь» в молодёжном первенстве Украины. В сезоне 2010/11 провёл в молодёжном чемпионате 17 матчей. 22 июля 2011 года дебютировал в Премьер-лиге Украины в выездном матче против киевского «Динамо» (4:0) выйдя на 86-й минуте на замену вместо Бориса Баранца. С февраля 2013 года выступал за молодёжный состав киевского «Динамо».
2 августа 2015 дебютировал в основном составе «Динамо» в выездной игре Премьер-лиги против одесского «Черноморца», выйдя на 72-й минуте на замену вместо Олега Гусева.
В январе 2017 года перешёл на правах аренды в полтавскую «Ворсклу», подписав контракт до конца сезона 2016/17.

### Карьера в сборной
Сыграл 5 игр за юношескую сборную Украины. Сыграл 13 игр и забил 1 гол за молодёжную сборную Украины. Сыграл 1 игру за национальную сборную Украины.

## Достижения

### Командные
«Динамо» (Киев)
- Чемпион Украины: 2015/16
- Обладатель Суперкубка Украины: 2016

«Ворскла»
- Финалист Кубка Украины: 2023/24

### Личные
- Лучший игрок месяца чемпионата Украины: май 2019